# Emo (subcultura)

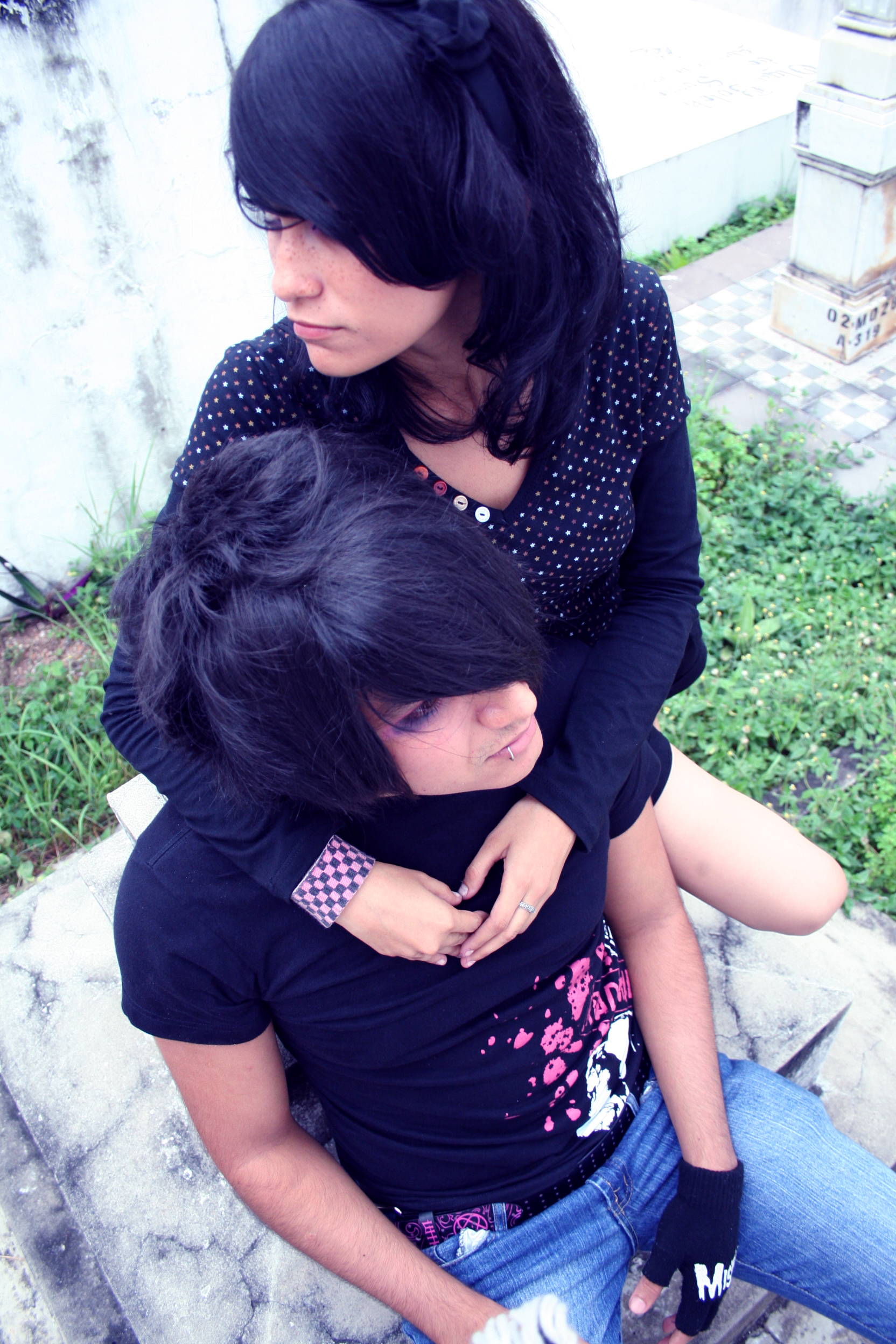
Dos emos abrazándose.

Emo es una subcultura que tuvo sus orígenes a mediados de la década de 1980 en Estados Unidos, más precisamente en Washington D. C., como  una subcultura creada en torno al género musical rock subgénero del estilo hardcore punk y una estética particular y social. Emo es un acortamiento de la palabra "emocional".

## Orígenes
Los orígenes se remontan al escenario de los años 1980 en Estados Unidos. Sin embargo, las características exteriores actuales no se desarrollaron hasta la década de 2000. Los primeros «emos» visten con una estética hardcore punk en los conciertos. Más tarde, el «Spock Rock», creado a partir de los «Swing Kids», fue acuñado por el cantante Justin Pearson. A partir del «Spock Rock» se establecieron las pautas para el estilo de moda de hoy en día. Actualmente el escenario «emo» contiene elementos mixtos de otras culturas, como el punk, el gótico, el grunge, el skateboard y el rockabilly. Tras un declive en su popularidad en la década de 2010, a comienzos de la década de 2020 regresó otra vez de la mano de dos factores: nuevas tecnologías y nostalgia.

## Estética y subcultura

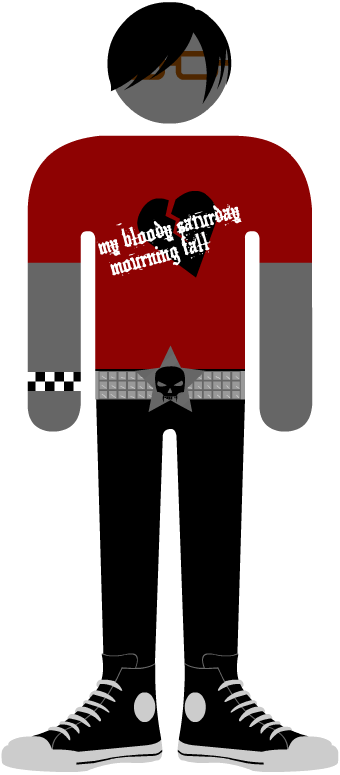
Estereotipo de la subcultura emo.

Por lo general, entre los adolescentes, el término «emo» está vinculado a una estética de vestimenta y peinado que puede estar compuesta por el uso de pantalones entubados, camisetas de manga corta que a menudo llevan los nombres de bandas de «rock», zapatillas deportivas converse o vans, sudadera con capucha negra, cinturones con estoperoles y pelo liso, a veces teñido de negro, morado o colores llamativos, con largos flequillos hacia un lado, a veces cubriendo uno o ambos ojos y en algunos casos utilizan un maquillaje oscuro alrededor de los ojos, esmalte de uñas negro, gafas de pasta negras, pulseras de silicona o con estoperoles, muñequeras, guantes sin dedos y piercings.
Está también asociado a un carácter especialmente emotivo/emocional, sensible, tímido, introvertido, etc. En México, se produjeron ataques violentos contra jóvenes emo durante el año 2008 en entidades como la Ciudad de México, Querétaro y Tijuana. Algunos medios de comunicación vincularon directamente esta violencia con la estética emo, la cual desafía la hipermasculinidad y el machismo arraigado en la cultura mexicana. Incluso, algunos lo interpretaron como una manifestación de homofobia.

## Cultura musical
También suelen estar identificados con diversos y variados subgéneros musicales del rock, punk rock y hardcore punk del cual se derivan el emo, el screamo/skramz, el post-hardcore, el metalcore y el deathcore; aunque también suelen escuchar pop rock, pop punk, indie rock, rock gótico y rock alternativo, entre otros.